# Quatre Jours de Dunkerque 1975
La 21e édition des Quatre Jours de Dunkerque a eu lieu du 7 au 11 mai 1975. La course compte six étapes, dont deux demi-étapes constituées d'une étape raccourcie et d'un contre-la-montre individuel, et porte sur un parcours de 976,7 kilomètres. La première étape, reliant Dunkerque à Valenciennes en 210 kilomètres, est remportée par le Français Jean-Pierre Danguillaume tandis que le Belge Freddy Maertens prend la tête du classement général, et reste leadeur jusqu'à la dernière étape où il le remporte ; la deuxième étape, 198 kilomètres entre Valenciennes et Saint-Quentin, l'est par le Belge Geert Malfait ; la troisième étape secteur a, de Saint-Quentin à Saint-Amand-les-Eaux en 144 kilomètres, l'est par son compatriote Marc Demeyer ; la troisième étape secteur b, un contre-la-montre individuel de 12,7 kilomètres démarrant et finissant à Saint-Amand-les-Eaux, l'est par le Belge Freddy Maertens ; la quatrième étape, reliant Saint-Amand-les-Eaux à Dunkerque en 200 kilomètres l'est par le Néerlandais Bert Pronk ; enfin, la cinquième étape, une boucle de 212 kilomètres autour de Dunkerque en passant par Cassel, l'est par le Belge René Dillen.

## Équipes
| Équipes professionnelles (7)- Carpenter-Confortluxe-Flandria - Peugeot-BP-Michelin - TI-Raleigh - Gan-Mercier-Hutchinson - Maes Pils-Watney - Gitane-Campagnolo - Sporting-Sottomayor |
| |

## Étapes
| \| Dunkerque Valenciennes Saint-Quentin Saint-Amand-les-Eaux \| Carte des villes accueillant les départs et les arrivées. |
| Dunkerque Valenciennes Saint-Quentin Saint-Amand-les-Eaux                                                                 |

L'édition 1975 des Quatre Jours de Dunkerque est divisée en six étapes réparties sur cinq jours. La troisième étape est divisée en une étape raccourcie et en un contre-la-montre individuel. L'arrivée de la 2e étape et le départ de la 3e étape secteur a ont lieu à Saint-Quentin, dans l'Aisne. La cinquième étape démarre et arrive à Dunkerque mais passe par Cassel.
| Étape,    | Date   | Villes étapes                               |                             | Distance (km) | Vainqueur d’étape        | Leader du classement général |
| --------- | ------ | ------------------------------------------- | --------------------------- | ------------- | ------------------------ | ---------------------------- |
| 1re étape | 7 mai  | Dunkerque - Valenciennes                    |                             | 210           | Jean-Pierre Danguillaume | Freddy Maertens              |
| 2e étape  | 8 mai  | Valenciennes - Saint-Quentin                |                             | 198           | Geert Malfait            | Freddy Maertens              |
| 3ea étape | 9 mai  | Saint-Quentin - Saint-Amand-les-Eaux        |                             | 144           | Marc Demeyer             | Freddy Maertens              |
| 3eb étape | 9 mai  | Saint-Amand-les-Eaux - Saint-Amand-les-Eaux | Contre-la-montre individuel | 12,7          | Freddy Maertens          | Freddy Maertens              |
| 4e étape  | 10 mai | Saint-Amand-les-Eaux - Dunkerque            |                             | 200           | Bert Pronk               | Freddy Maertens              |
| 5e étape  | 11 mai | Dunkerque - Dunkerque                       |                             | 212           | René Dillen              | Freddy Maertens              |

## Classement général
| Classement général final, | Classement général final, | Classement général final, | Classement général final,      | Classement général final, |
|                           | Coureur                   | Pays                      | Équipe                         | Temps                     |
| ------------------------- | ------------------------- | ------------------------- | ------------------------------ | ------------------------- |
| 1er                       | Freddy Maertens           | Belgique                  | Carpenter-Confortluxe-Flandria | en 24 h 19 min 28 s       |
| 2e                        | Jean-Pierre Danguillaume  | France                    | Peugeot-Michelin-BP            | + 14 s                    |
| 3e                        | Bernard Thévenet          | France                    | Peugeot-Michelin-BP            | + 25 s                    |
| 4e                        | Roy Schuiten              | Pays-Bas                  | TI-Raleigh                     | + 34 s                    |
| 5e                        | Gerard Vianen             | Pays-Bas                  | Gan-Mercier-Hutchinson         | + 35 s                    |
| 6e                        | René Pijnen               | Pays-Bas                  | TI-Raleigh                     | + 45 s                    |
| 7e                        | Yves Hézard               | France                    | Gan-Mercier-Hutchinson         | + 55 s                    |
| 8e                        | Georges Pintens           | Belgique                  | Maes-Watney                    | + 1 min 2 s               |
| 9e                        | Aad van den Hoek          | Pays-Bas                  | TI-Raleigh                     | + 1 min 2 s               |
| 10e                       | Barry Hoban               | Royaume-Uni               | Gan-Mercier-Hutchinson         | + 1 min 22 s              |
| modifier                  |                           |                           |                                |                           |